# Dimai
Dimai és un despoblat de la regió de l'Oasi del Faium. Era llogaret de pescadors i centre de caravanes. Prop del llogaret passava la calçada de les processons al temple de Sobek, a el Faium. Té els temples de Soknopaiou Nesos i el de Qasr al-Sagha.